# Cleomenes dihammaphoroides
Cleomenes dihammaphoroides är en skalbaggsart som beskrevs av Thomson 1864. Cleomenes dihammaphoroides ingår i släktet Cleomenes och familjen långhorningar.
Artens utbredningsområde är Filippinerna. Inga underarter finns listade i Catalogue of Life.